# Boutique hors taxes
Une boutique hors taxes (ou duty free en anglais) est une boutique qui n'applique pas les différentes taxes du pays dans lequel elle se trouve aux produits qu'elle vend. Ces boutiques sont le plus souvent placées dans les zones internationales des aéroports ou ports maritimes, mais également dans les zones à forte affluence touristique.

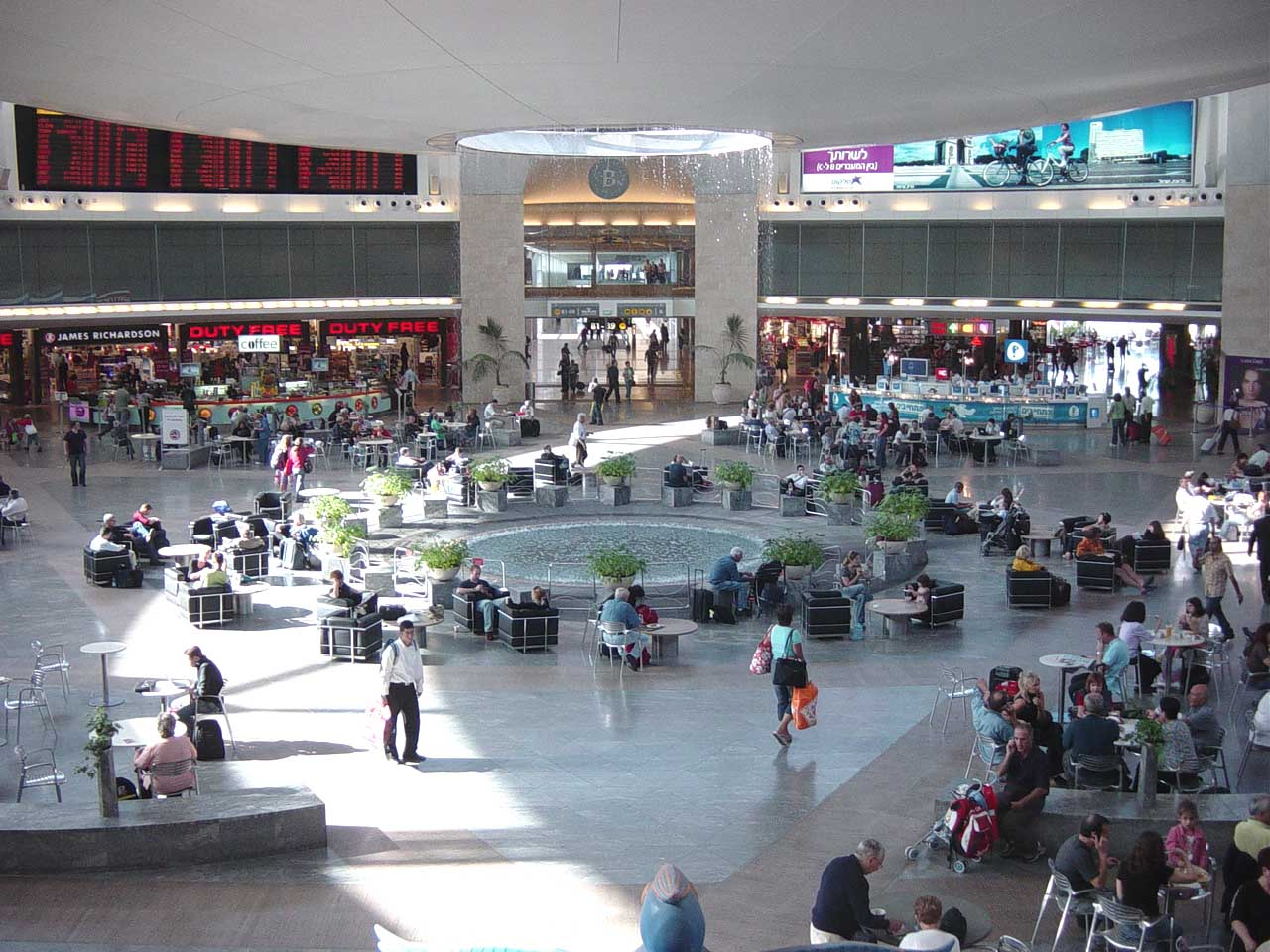
Des boutiques hors taxes à l'aéroport Ben-Gourion.

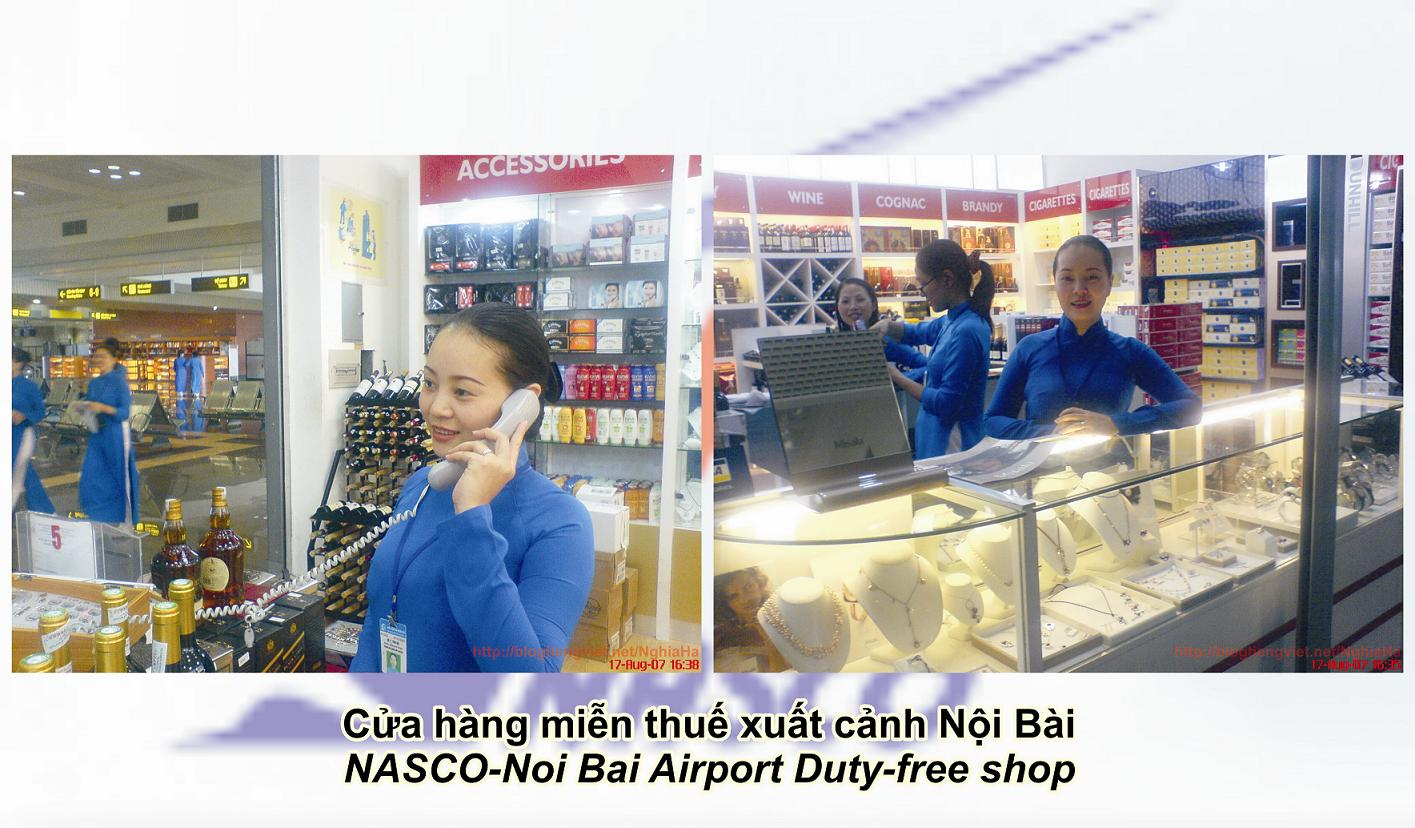
Magasin hors taxes à l'aéroport international de Noi Bai (Vietnam) où sont vendus cognac, cigarettes, vins, etc.

## Historique
La toute première boutique hors taxes s'est installée dans l'aéroport de Shannon, en Irlande en 1946 et est toujours ouverte aujourd'hui. Permettant aux passagers des vols transatlantiques, qui y faisaient escale, d'acheter des marchandises à faible coût, d'où son succès immédiat.
Ce concept de boutique a ensuite été repris par deux entrepreneurs américains, Chuck Feeney et Robert Warren Miller, qui créèrent le Duty Free Shoppers Group le 7 novembre 1960. Démarrant ses activités à Hong Kong, pour ensuite s'étendre en Europe et en Amérique, l'entreprise devint rapidement un groupe mondial. 
Depuis le 11 janvier 1997, le Groupe DFS opère en tant que filiale de LVMH .
Miller a conservé ses parts et reste un actionnaire minoritaire important de DFS aux côtés de LVMH, qui a racheté la part de Feeney.
Le groupe DFS emploie plus de 9 000 salariés dans le monde 

## Aspect juridique
La plupart des régimes d'impôts indirects (taxes) ont comme caractéristique qu'ils ne s'appliquent pas aux produits destinés à l'exportation afin de ne pas les désavantager face aux produits importés. Soit les marchandises sont directement vendues sans la taxe, et sont entreposées jusqu'à leur exportation, soit la taxe peut être remboursée au moment de cette dernière. Au moment de l'arrivée dans le pays, les produits sont taxés selon la règle du pays de destination.
Les produits vendus dans la zone de départ et à bord des appareils exploitent cette possibilité.

## Transports intra-UE
La vente hors taxes a été supprimée pour les voyages internes à l'Union européenne car celle-ci est une union douanière et un voyage interne ne sort pas de la zone. Une deuxième raison est que les boutiques hors taxes étaient une source de revenus pour les aéroports et les ports, mais pas pour les autres moyens de transports internes à l'Union.